# Liste von Vulkanen in Griechenland
Dies ist eine Liste von Vulkanen in Griechenland, die während des Quartärs mindestens einmal aktiv waren.
| Bild | Name             | Insel/Halbinsel                 | Inselgruppe         | Vulkantyp         | Letzte Eruption         | Höhe [m] | Geokoordinaten                |
| ---- | ---------------- | ------------------------------- | ------------------- | ----------------- | ----------------------- | -------- | ----------------------------- |
|      |                  | Gyali                           | Dodekanes           | Lavadome          | unbekannt               | 180      | 36° 40′ 14″ N, 027° 08′ 23″ O |
|      | Kolumbos         |                                 | Kykladen (Santorin) | Seamount          | 1650                    | −10      | 36° 31′ 00″ N, 025° 29′ 30″ O |
|      | Pafsanias-Vulkan | 1,5 km nordwestlich von Methana | Kykladenbogen       | Submariner Vulkan | ca. 1700                | -143     | 37° 38′ 43″ N, 023° 17′ 49″ O |
|      | Kos              | Dodekanes                       | Calderen            |                   | 160.000 BP              | 430      | 36° 51′ 07″ N, 027° 15′ 05″ O |
|      | Methana          | Peloponnes                      |                     | Lavadome          | 258 v. Chr. ± 18 Jahre  | 760      | 37° 36′ 55″ N, 023° 20′ 08″ O |
|      |                  | Milos                           | Kykladen            | Schichtvulkane    | 140 n. Chr. ± 300 Jahre | 751      | 36° 41′ 55″ N, 024° 26′ 20″ O |
|      |                  | Nea Kameni                      | Kykladen (Santorin) | Schildvulkan      | 1950                    | 127      | 36° 24′ 16″ N, 025° 23′ 50″ O |
|      |                  | Nisyros                         | Dodekanes           | Schichtvulkan     | 1888                    | 698      | 36° 35′ 08″ N, 027° 09′ 35″ O |
|      |                  | Palea Kameni                    | Kykladen (Santorin) | Schildvulkan      | 726 n. Chr.             | 98       | 36° 23′ 52″ N, 025° 22′ 49″ O |
|      |                  | Strongyli                       | Dodekanes           | Lavadome          | unbekannt               | 125      | 36° 40′ 51″ N, 027° 10′ 47″ O |